# Doratulina longivertex
Doratulina longivertex är en insektsart som beskrevs av Chandrasekhara A. Viraktamath 1976. Doratulina longivertex ingår i släktet Doratulina och familjen dvärgstritar. Inga underarter finns listade i Catalogue of Life.